# Sankt Pauli katolska församling
Sankt Pauli katolska församling i Gävleborgs län tillhör Stockholms katolska stift. Till församlingen hör Sankt Pauli katolska kyrka i Gävle, där församlingen har sitt huvudsäte, och Jesu Hjärtas katolska kapell i Sörforsa.

## Historia
Änkedrottning Josefina, som varit gift med Oscar I, var djupt troende katolik. Efter hennes död 1876 kom hennes biktfader Giovanni Carlo Moro till Gävle som katolska församlingens första kyrkoherde. Sedermera blev han prior för ett barnabitkloster i Paris. Moro medverkade också vid tillkomsten av Franska skolan i Gävle. Han efterträddes som kyrkoherde av Bernhard zu Stolberg.
Från 1892 verkade de katolska Elisabethsystrarna i Gävle. De ägnade sig åt sjuk- och åldringsvård i hemmen. 1933-73 drev de ett sjukhem i Brynäs.

## Den gamla kyrkobyggnaden

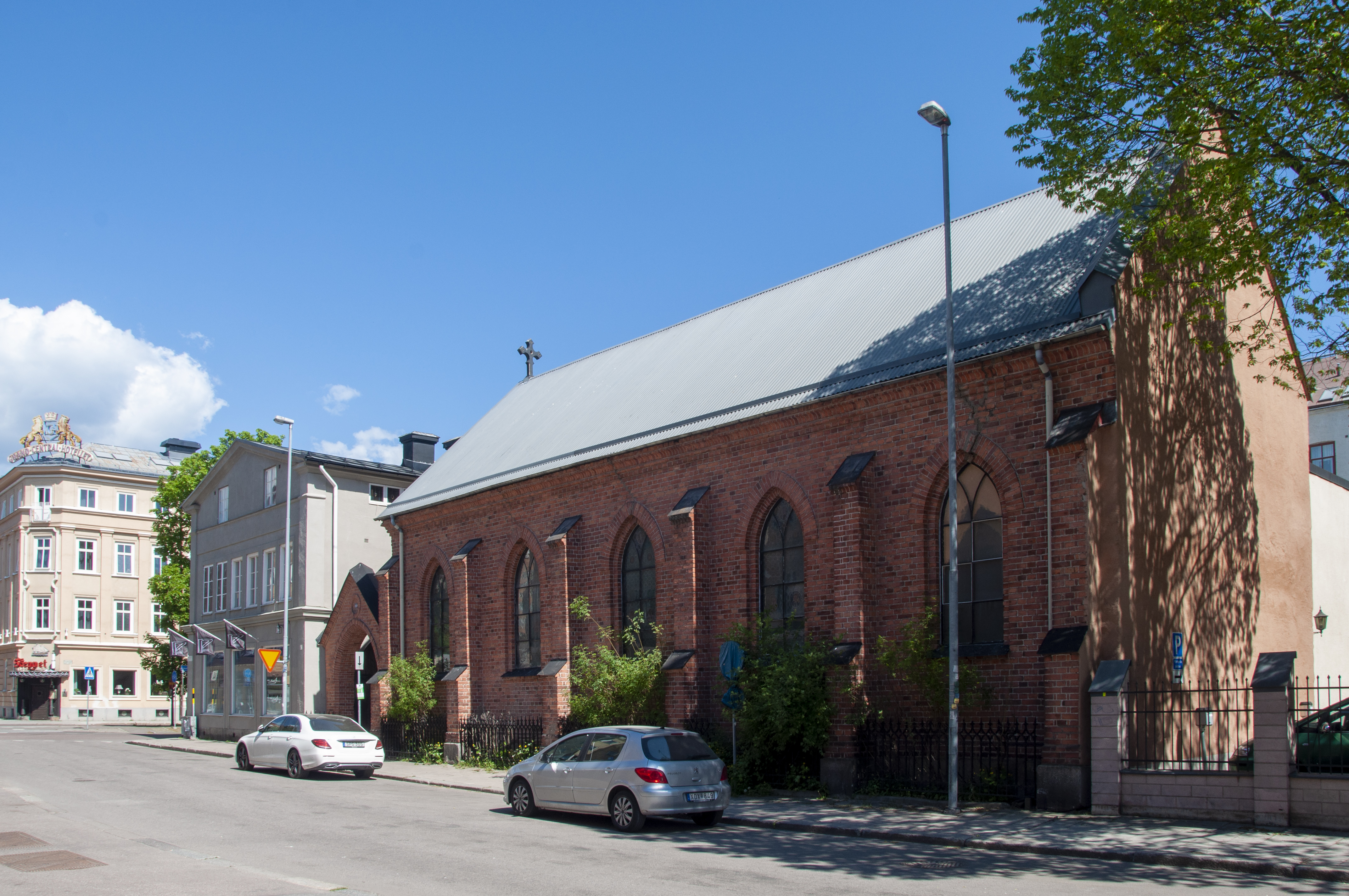
Den äldre kyrkobyggnaden

Den äldre Sankt Pauli katolska kyrka ritades av Hjalmar Gottfrid Sandels, som var biträdande stadsarkitekt i Gävle 1869-1875 och senare blev slottsarkitekt i Stockholm. Byggmästaren hette J F Lindeberg. Vid invigningen 1881 fanns i Gävle visserligen bara ett 30-tal katoliker, men församlingen sträckte sig över Nordupplands vallonbruk och ett bra stycke norrut, inte minst till Forsa i Hälsingland, där invandrade familjer arbetade med linberedning. Kyrkobyggnaden av rött tegel i nygotik, med spetsbågefönster och med strävpelare och en fristående portal längs långsidan mot Norra Centralgatan, står kvar men används inte längre som kyrka. Den är den äldsta av de katolska kyrkobyggnader som byggts i Sverige efter reformationen och som fortfarande står kvar. 